# 新加坡外交
新加坡现已与194个国家建立正式外交关系（截至2023年10月），联合国成员国中尚缺两个非洲国家：中非共和国和南苏丹未與新加坡建交。
新加坡於1965年加入联合国和英联邦、1967年加入东南亚国家联盟（该联盟5个发起国之一）、1989年加入亚太经合组织。新加坡在2001年－2002年担任过联合国安理会非常任理事国，并派兵参与联合国在科威特、安哥拉、柬埔寨和东帝汶等地的维和任务，2004年新加坡还派出了一支120人的医疗救援队伍参加美伊战争之后伊拉克的管制工作。
新加坡是不结盟运动的成员国，但亦是美国在东南亚地区的主要盟友。2004年，新加坡提议为维护马六甲海峡的通航安全，邀请美国海军参与该海域的巡航工作，但遭到周边邻国如马来西亚和印度尼西亚的反对。

## 與馬來西亞的關係
作為新加坡最近的鄰國，新加坡與馬來西亞有非常緊密的歷史和外交關係，新加坡曾是馬來西亞的一部分，但在1965年，由於政治上的分歧和種族關係之間的緊張（馬來人和華人）而導致分離，儘管如此兩國之間仍保持著高度緊密的關係，經濟和社會相互依存，新加坡的新鮮肉類，乾淨水以及蔬菜都由馬來西亞進口，許多馬來西亞人民也會到新加坡去上班工作，一些馬來西亞人在新加坡更有永久居住權，同時也有不少人是往來於柔佛州和新加坡之間，在這四十年之間，雙方關係經歷了四十年的高低起伏，現在依舊可以感受到兩邊的緊張，然而雙邊合作越來越緊密，譬如马六甲海峽的互相巡防（參照五國聯防）等等，同時兩國也經常進行聯合軍事演習。
外交上，與邻国马来西亚常在水源、領土、種族、宗教、教育有爭執：例如马来西亚向新加坡供水的价格问题、白礁主权争议（2008年5月23日经国际法院裁决，白礁主权属于新加坡）、新加坡填海工程和新马长堤大桥修建、2002年新加坡的一所政府学校决定开除一名坚持戴头巾上学的穆斯林女学生后，许多马来西亚人马来人就曾到新加坡驻马来西亚高级专员公署前示威抗议。
新加坡電影跑吧！孩子提及到馬來西亞和新加坡複雜的外交關係。
在李光耀逝世期间，马来西亚前首相马哈迪·莫哈末在其部落格发表了主题为“光耀与我”的文章。他对李光耀的逝世表示悲伤及哀悼。他说他经常跟这位新加坡老将交锋，但对这新生的国家茁壮成长上提供了不分仇敌的意见。他还写随着李光耀的逝世，东盟在没有李光耀及苏哈托总统下失去了强势领导。

### 马来西亚与印尼华人边缘论
2006年9月15日，李光耀在公共政策学院主办的莱佛士论坛上，发表「马来西亚和印尼政府有系统边缘化华人」相关言论，引起与邻国马来西亚与印尼的外交风波。李光耀在论坛上提到新加坡同印尼和马来西亚的关系时，指印尼前总统优素福·哈比比曾形容新加坡像绿色海洋所包围的「小红点」，而小红点就是迫使新加坡，像印尼国内的华人一样，对他言听计从。接着形容马来西亚华人被有系统地边缘化，激起马印两国政府强烈反响。马来西亚和印尼两国的政治人物纷纷对此表示不满，并要求新加坡对李光耀的言论作出解释和道歉。马来西亚前首相马哈迪·莫哈末批评李光耀傲慢及不尊重邻国，并反击说马来西亚也可以质疑新加坡把当地马来人边缘化。印尼前总统哈比比指形容「小红点」是激励印尼青年向新加坡学习，但原意被歪曲了。
9月30日，李光耀为其发表的言论向马来西亚首相阿都拉·巴达威道歉，但不收回言论。
10月3日，阿都拉·巴达威在新闻发布会上表明，无法接受李光耀在回函中以新加坡需要强势政府与马印周旋，作为他发表边缘化言论的前提，他也重申，李光耀没有必要发表上述言论，因为有关言论可能导致马来西亚的种族关系出现紧张局面。
10月14日，阿都拉·巴达威接受美国《有线电视新闻网》（CNN）的《亚洲名人聊天室》（Talk Asia）节目主持安琪莉劳伍（Anjali Rao）的访问时再次驳斥李光耀的这番言论，并指这是没有根据的指责：“是的，它（李光耀的指责）毫无根据。这是一个引起许多人民不高兴的议题。”“为什么？因为某些人认为他的言论干涉马来西亚内政。”“马来西亚华裔的生活很好。他们甚至比土著和马来人更成功”。
一些政治评论员认为，李光耀根本就没有就其言论道歉。马来西亚战略研究机构首席分析员黄永安表示，李光耀的信中虽向阿都拉·巴达威表示抱歉，但是这并不意味着他收回之前引起轩然大波的边缘论。隆雪华堂执行长陈亚才也深有同感地表示，李光耀并没有承认他的言论有错，他只是因为其言论引起马来西亚首相情绪上的波动而表示歉意。

## 與印度尼西亞的關係
新加坡在印尼雅加达设有大使馆，以及在棉兰设有总领事馆。兩國關係往年因為印度尼西亞在東南亞的霸權主義而緊張，然在2005年，新加坡與印尼簽暑一項諒解備忘錄，兩國之間互相開放更多的航權，新加坡總理李顯龍在2005年印尼巴里島會見了印尼總理蘇西諾，並於2005年巴厘島爆炸案僅止兩天後，雙方就同意加強打擊恐怖主義，並討論了經濟、貿易和投資的合作，總體上印尼和新加坡關係是往好的一面展開，然而目前也有些問題如印尼禁止出口花崗岩和砂至新加坡，而這兩項材料是新加坡建築業所需要的。

## 與中华人民共和国的關係
中華人民共和國成立後，雖然中國大陸與新加坡的經濟往來尚未斷絕，然而由於中國共產黨政權支持馬來亞共產黨及社會主義陣線的鬥爭，以及李光耀在1965年新加坡獨立後，打擊共產主義等意識形態，甚至抑壓華文的關係，中方批評新加坡當局是「帝國主義的走狗」。但1970年代末以來，中華人民共和國實行改革開放後態度改變，與新加坡的關係不斷改善，不過兩國直至1990年中國與印尼復交後不久才正式建交。新加坡是最後一個與北京當局建交的東盟創始成員國。中國大陸與新加坡之間的貿易在近年迅速地發展。

## 其他
- 新加坡建交列表
- 新加坡駐外機構列表
- 駐新加坡外交機構列表